# 大连站
大连站位于中华人民共和国辽宁省大连市中山區，地处历史悠久的市中心商业区青泥洼桥。车站建于1937年，由当时满铁设计师太田宗太郎仿照东京上野站设计。2002年扩建高架站房，增建北出口和站北广场。现为沈阳局集团管辖的一等站，也是沈大铁路的始发站，日均办理旅客列车约80列。

## 历史

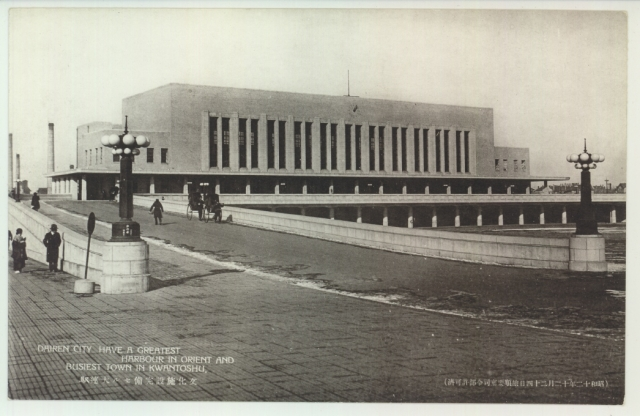
建成初期的大连站（1937年），与今貌相比无太大变化

1898年清、俄间签订的《旅大租地条约》规定中国允许俄国修建从东清铁路某站（后定为哈尔滨）经长春、沈阳至旅顺的铁路，是年6月开工。大连站建于1903年7月，原名达里尼站，为中长铁路南段的支线上的车站，位于现胜利桥附近，站房仅为一座木头房子。日俄战争后日本取得辽东半岛，并成立南满铁道株式会社。1907年满铁将总部由日本前往大连，接管原中长铁路后将车站更名为大连驿；同时将线路南关岭至大连区间改为南满铁路正线，南关岭至旅顺区间改编为旅顺支线:155,161,267。
随着大连城市的扩张和大连港吞吐量增加，1924年满铁计划扩建大连站，太田宗太郎和小林良治的方案中选。但新站房直至1935年才开工，1937年5月20日竣工:31，为当时亚洲最大的火车站。
至1995年，大连站站房面积8433平方米。设有售票厅1个、大厅1个291平方米、候车室1个2031平方米、软席候车室2个193平方米、贵宾候车室1个129平方米及行李房1个:112。每日开行至北京、哈尔滨、长春、沈阳北、沈阳、锦州、赤峰、通辽、本溪、庄河的特快列车，至齐齐哈尔、长春、吉林、通辽、沈阳北的普快列车，北京、佳木斯、牡丹江、大庆的直快列车，铁岭、庄河、旅顺、瓦房店、城子担的普通旅客列车共26对:271。
2000年大连站扩建工程开工，新建高架候车大厅，增设北出口和站北广场。2003年8月1日竣工:271。2008年应铁路部门统一要求，大连站将南售票厅由二层迁至一层，使售票厅与候车厅分离。此前新建的北售票厅于设计建设时已遵循此要求。
为满足和谐号停靠要求，车站于2010年4月1日起进行内部改造，改建为1250毫米的高站台并新建无站台柱雨棚。改造期间部分车次调整至周水子站、金州站始发。2011年1月11日改造完工，全部车次返回大连站始发。2012年12月30日，部分原由大连北站始发终到的动车组列车延至大连站始发和终到。2013年3月7日，沈大直达高铁列车延至大连站。2015年12月17日，丹大快速铁路部分动车组列车从大连站始发终到。

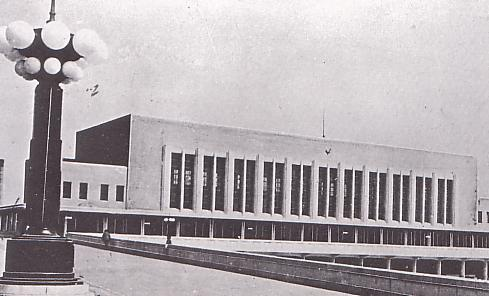
1937年建成的车站站房
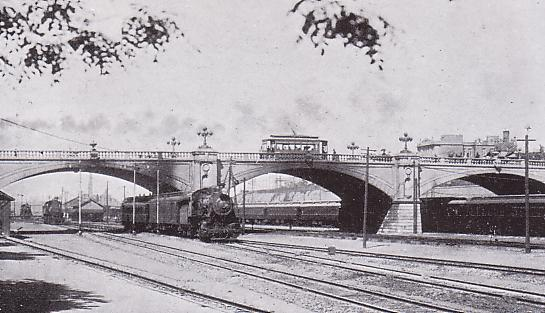
车站站前日本桥（现胜利桥）
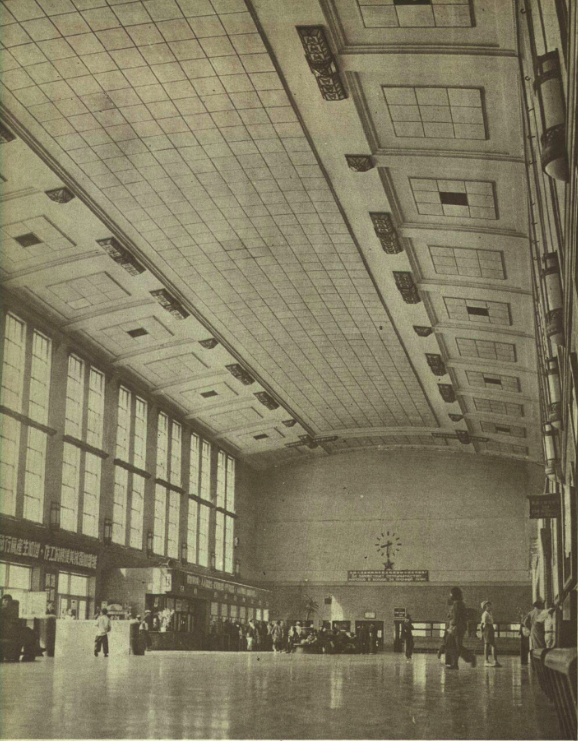
1952年的大连火车站大厅
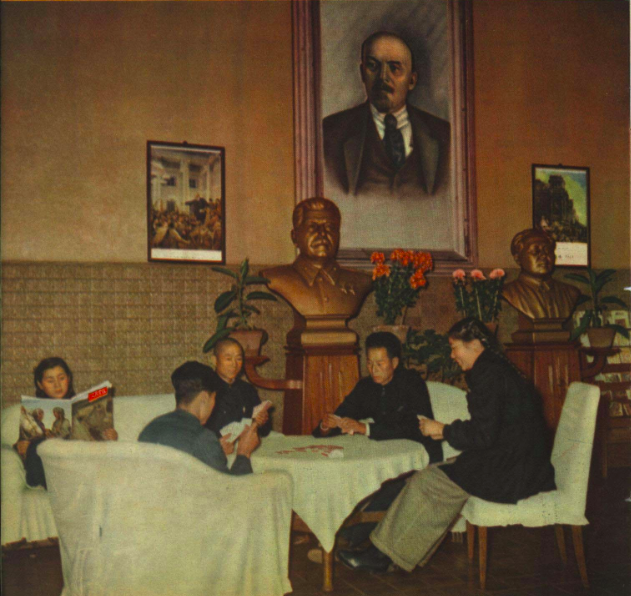
1952年大连车站候车室
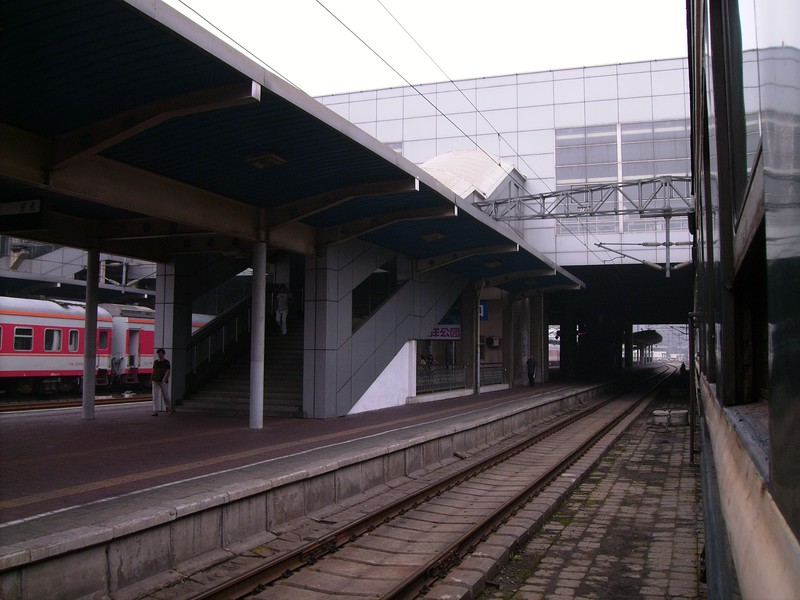
大连站高架站房及站台，摄于2008年

## 车站设施

### 站房
大连站站房建筑分为南站房、北站房和高架候车室，总面积24000平方米，最高聚集人数6000人。其中南站房建于1935年，1937年建成，面积8422平方米，其中旅客服务用房7224平方米:112。站房由太田宗太郎和小田治设计，外觀與1932年落成的日本東京上野站相近，为现代主义风格。站房内部上下两层，下层南北两侧为售票大厅，二层连接高架候车室。
大连站北站房和高架候车厅于2003年暑期投用。其中北站房于8月6日投用，面积6500平方米，1楼设有售票大厅，2楼与高架候车室连通。高架候车室横跨车站站场，于7月26日投用，南北长97米、宽75米，建筑面积8468平方米分成5个候车区，内设有700余个候车座椅。
站房以南是原有的站南广场（又称站前广场）和80年代港商投资建设的胜利广场，以北是扩建后增加的站北广场（又称凯旋广场），车站西侧有沟通站南北的地下通道。

### 站场
大连站站场股道为东西走向，站内设5座站台（其中3座島式月台、2座側式月台），9条股道。站台原为低站台，2010年改造为高站台，同时兴建高15米、覆盖站场的无柱雨棚。列车出站方向为西行。
车站东侧为存车场。大连站在开站初期办理原办理货运业务，随着业务增长，1908年在东侧民主广场处建成第二货物站台（简称“二站”）及通往大连站的联络线。二站于1927年更名为吾妻站，1946年更名为大连东站（现已废弃）。1931年8月满铁在今沿海街一带修建黑嘴子码头，并修建入船编组站（后大连北编组站、现大连东站），同时竣工的还有入船站至本站的联络线:289。

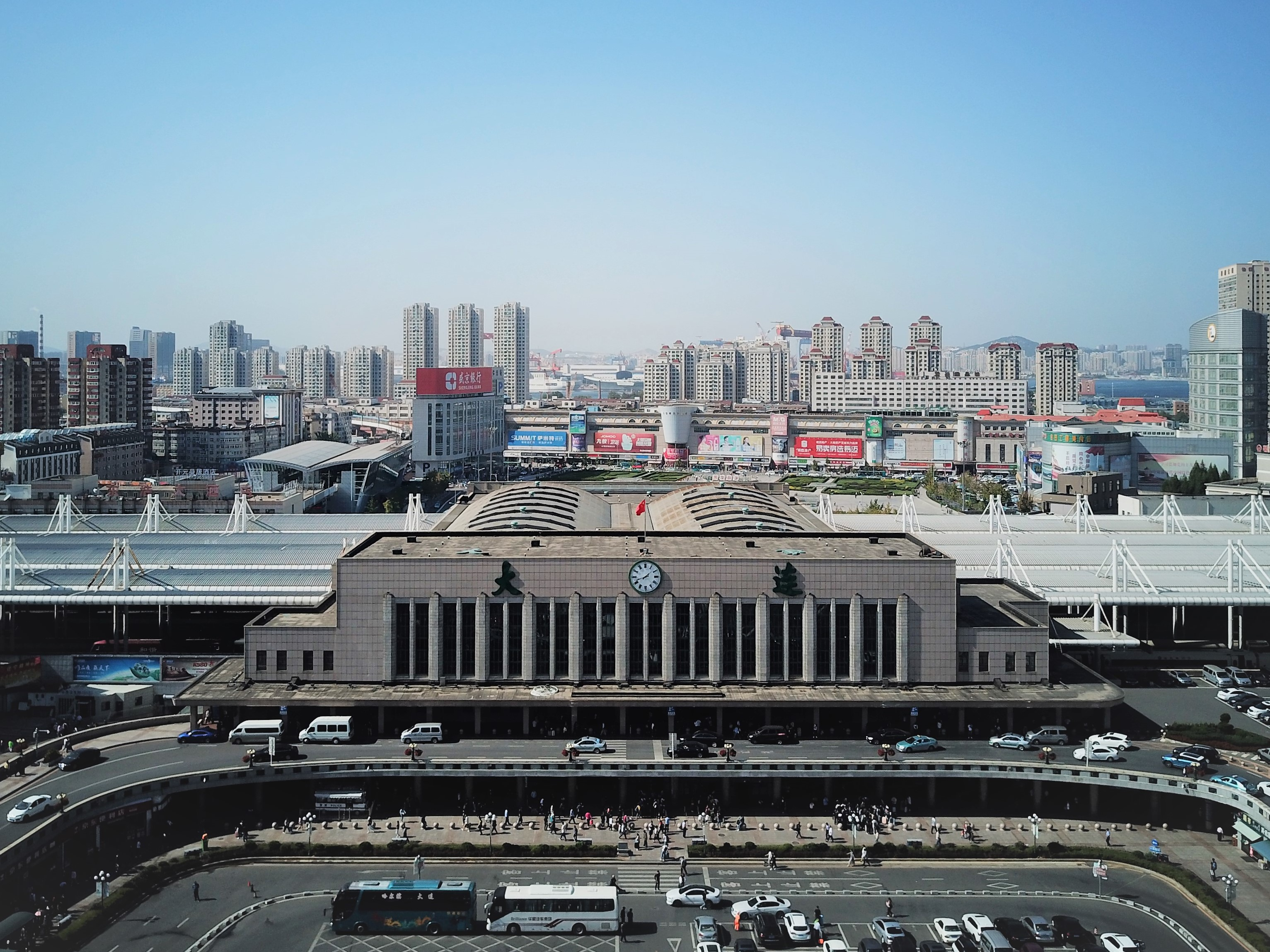
大连站全景
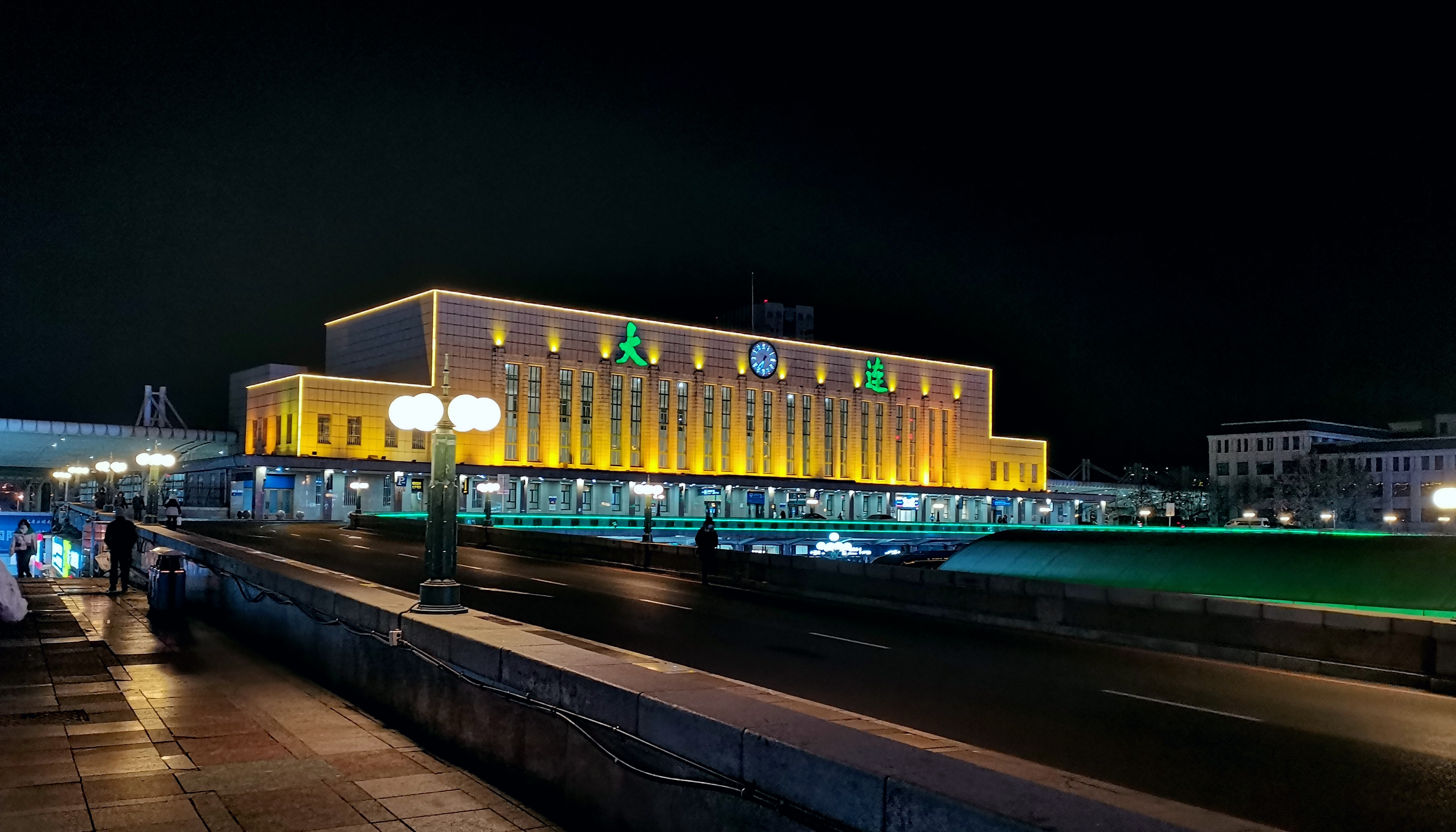
大连站夜景
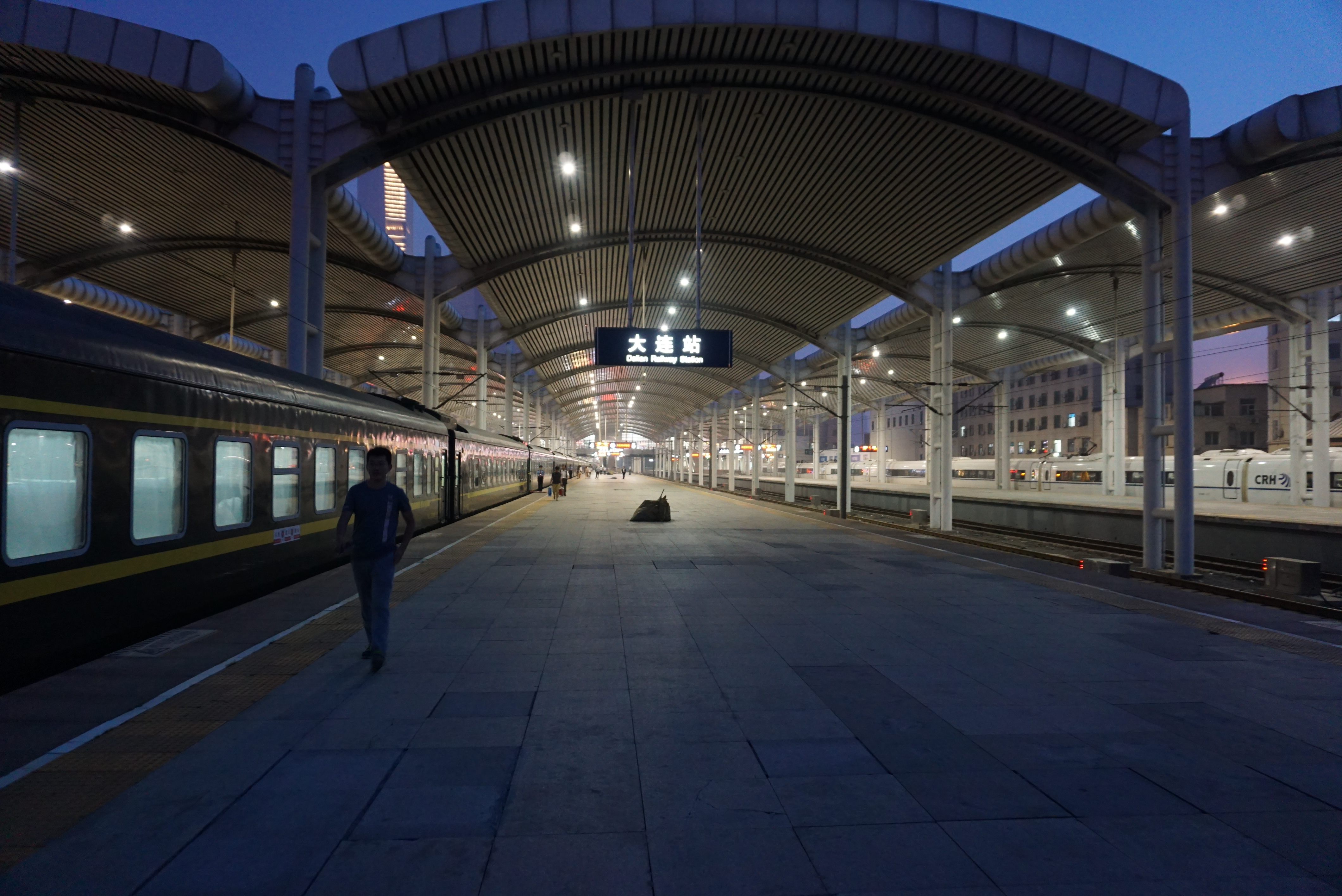
车站站台
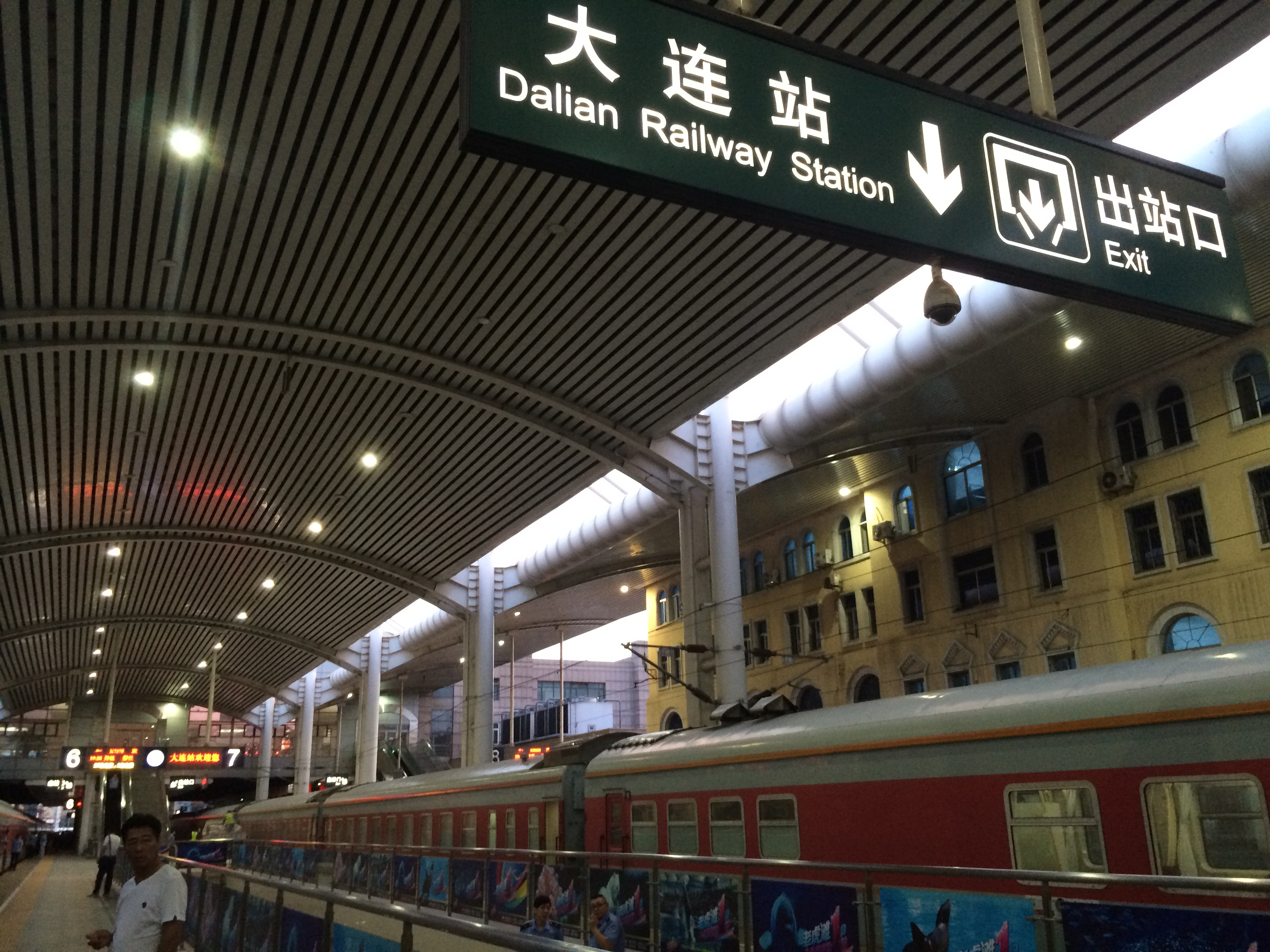
大连站站名标
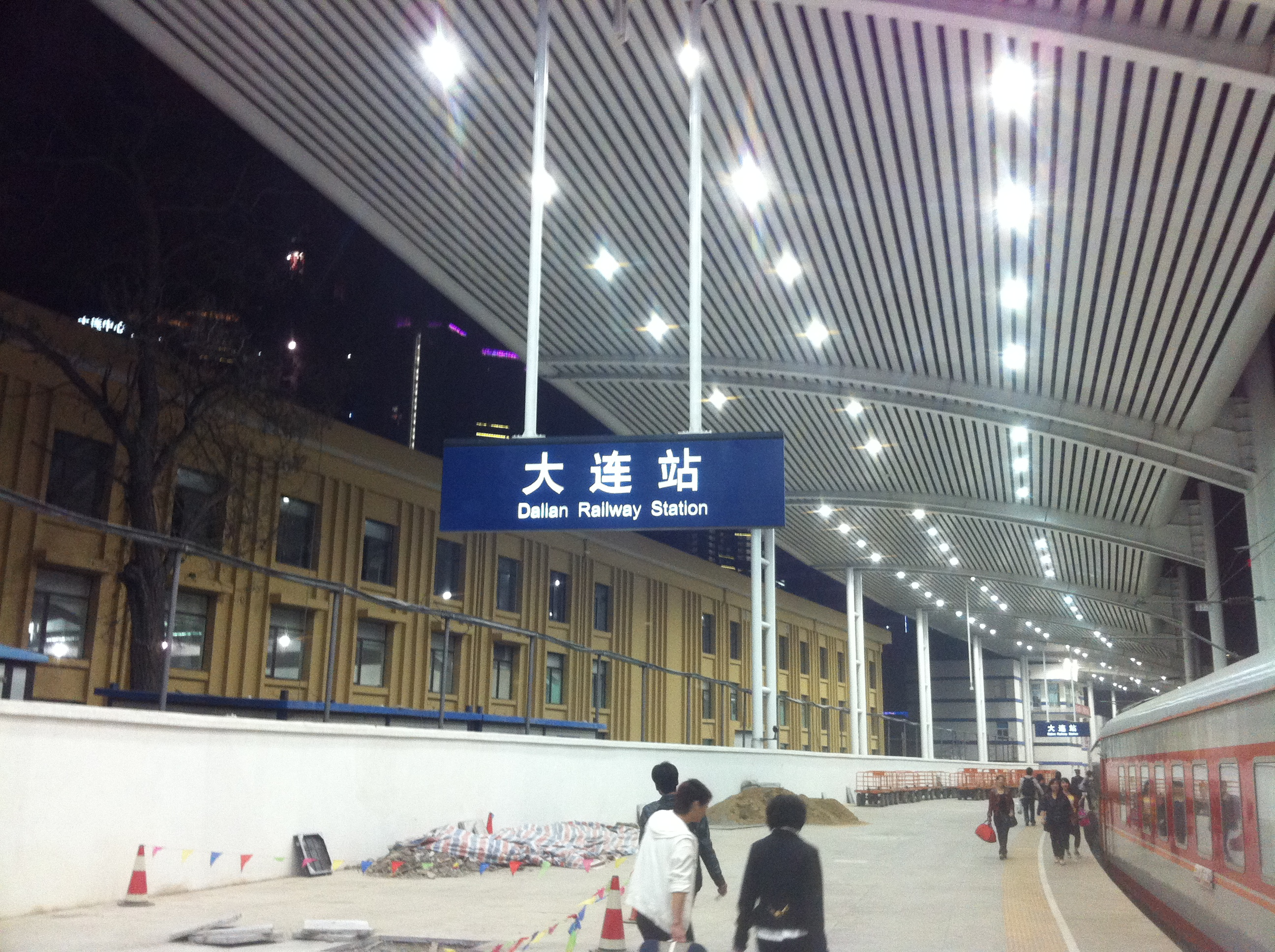
2011年的车站站台
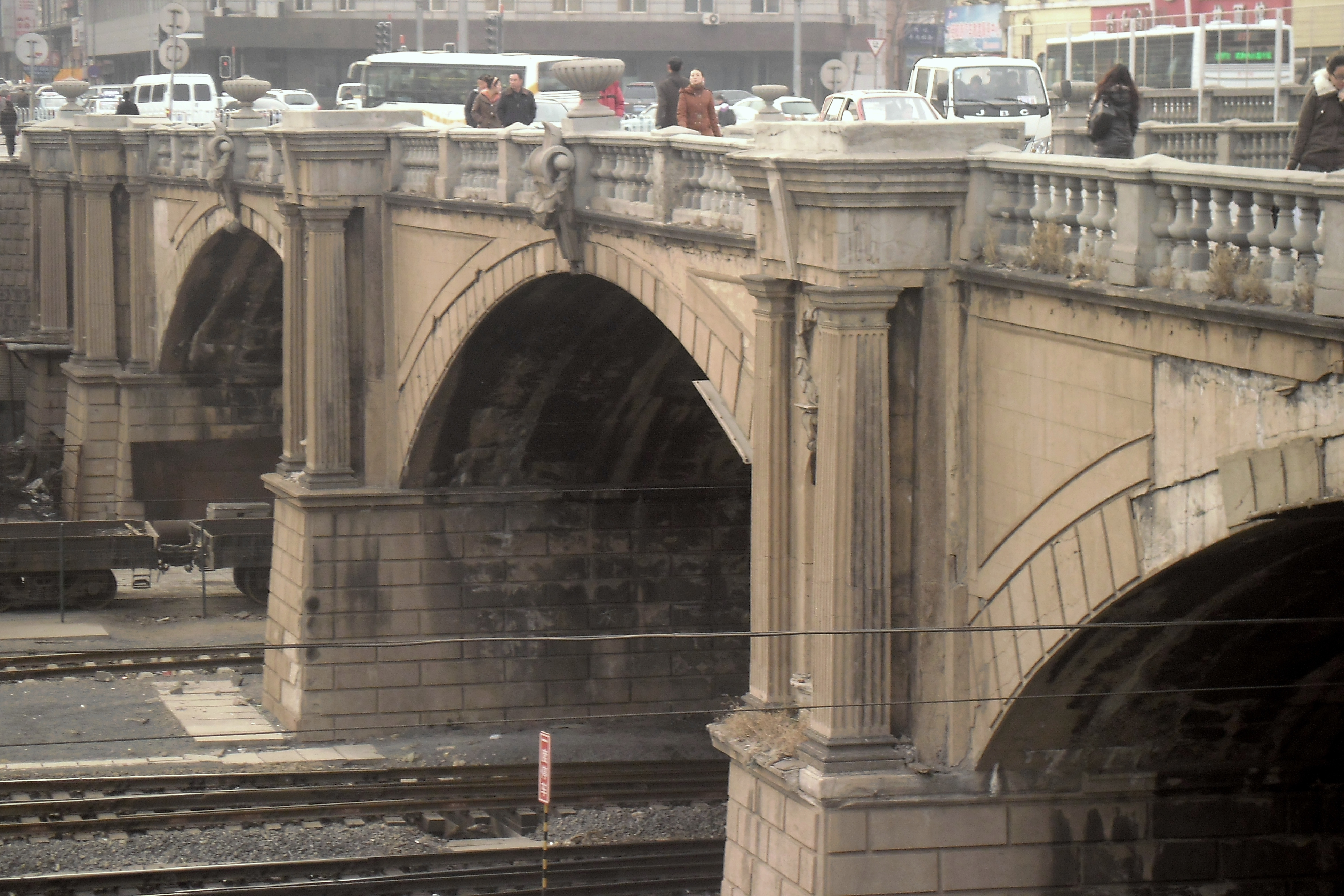
车站东侧的胜利桥
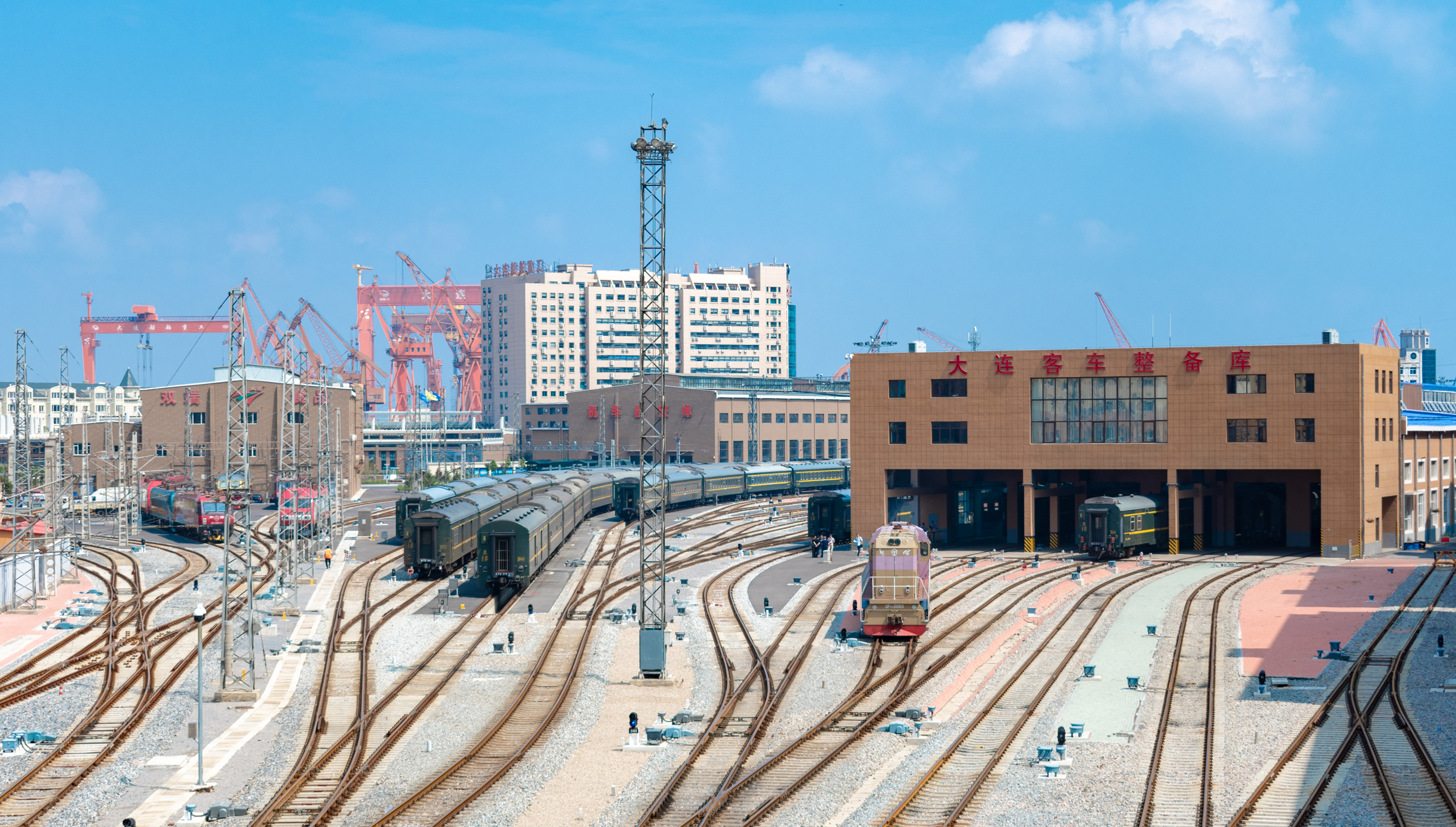
车站东侧的客车车库
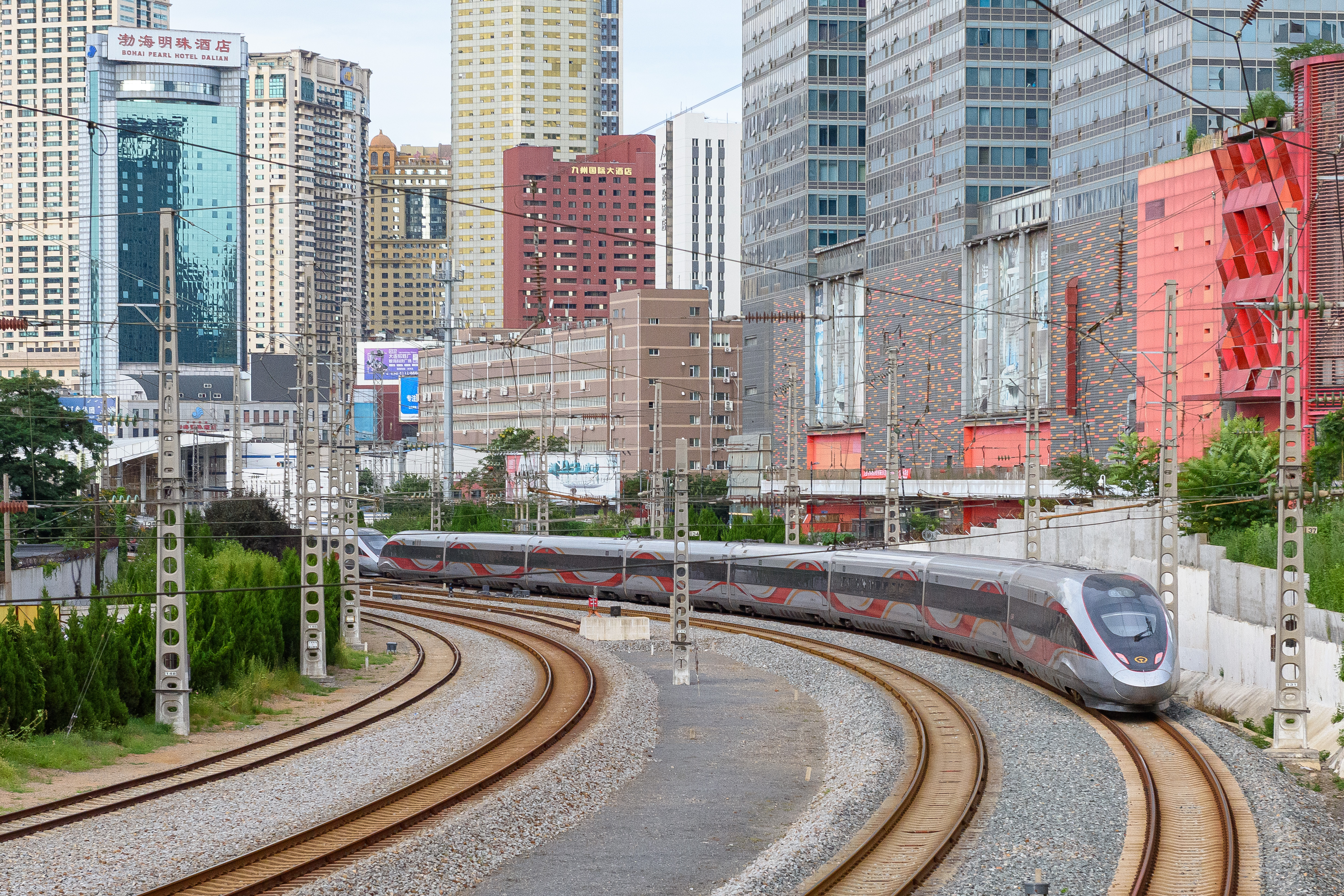
驶经大连站西咽喉的沈大高铁列车

## 周边交通
地处大连市中心，周边交通十分发达，有数十条公交线路通往市内各地。站南广场有虎跃快客和开往金州区、普兰店、瓦房店的直达快客，站北广场西侧有建设街长途汽车站和通往大连开发区、金石滩、金州的大连地铁3号线起点站。

### 轨道交通
地铁大连站位于车站北广场西侧，有大连地铁3号线、大连地铁5号线经过。
位于车站南侧的友好广场站有大连地铁2号线经过，可前往海之韵站、大连北站及沿途各站。